# 光明网 (中国大陆)
光明网是光明日报社旗下的新闻网站。前身为光明日报电子版，于1998年1月1日正式进入互联网。是中国唯一一家定位于思想理论领域的中央重点新闻网站。
光明网设有中（简、繁）、英文2种语言版本，每天综合运用文字、图片、音频、视频、直播、VR等多种手段，24小时面向全球传播资讯，用户遍及200多个国家和地区，日均页面访问量达亿次。

## 历史
- 1998年1月1日，光明日报电子版正式上线，域名为www.gmdaily.com.cn（该域名从2005年起已改作他用）。
- 2000年初，光明日报电子版正式改名为光明网[3]。
- 2004年4月14日，光明网正式启用域名www.gmw.cn。网站原来的域名www.gmw.com.cn、www.gmd.com.cn、www.gmdaily.com.cn继续保留[4]。